# Короткохвостки
Короткохвостки (лат. Urosphena) — род птиц из семейства Cettiidae, который ранее относили к семейству славковых. В состав рода включают три вида.
У этих птиц спина, как правило, коричневая и нижняя часть тела светлая с коричневатым, серым или желтоватым налётом. Они похожи на род Cettia, но для них характерны более короткие хвосты. 

## Виды
В состав рода включают три вида:
- Urosphena squameiceps (Swinhoe, 1863) — Короткохвостка
- Urosphena subulata (Sharpe, 1884) — Тиморская короткокрылая камышовка
- Urosphena whiteheadi (Sharpe, 1888) — Саравакская короткокрылая камышовка